# Simon Harbaugh
Simon James Harbaugh (Manns Choice, 18 luglio 1873 – Meramec Township, 28 maggio 1960) è stato un golfista statunitense.

## Carriera
Harbaugh partecipò al torneo individuale di golf ai Giochi olimpici di Saint Louis 1904, in cui giunse sessantottesimo a pari merito con William Groseclose.